# 川室競
川室 競（かわむろ きそう、1892年8月 - 1973年）は、神奈川県横浜市出身で日本人で初めて自転車ロードレースのツール・ド・フランスに出場した自転車プロロード選手。現地では「キソ・カワムロ」と呼ばれた。 
父が日本郵船の船長という家庭環境で育ちその中で当時としては国際感覚豊かな幼少期を過ごしたと思われる。1916年、兵役終了後に川崎造船所に入社。1918年、出来上がった船をフランス・マルセイユに届けるとそのままフランスに留まる。その後技術者としてフランスで職を得てアマチュアの自転車レースに出場し様々なレースで入賞する。その後プロ選手として活動すべく国際自転車競技連合に申請・登録し晴れてプロの自転車選手として活動する事となる。1926年5月21日に個人参加でツール・ド・フランスに登録する。同年5月24日プロとして初めてのレースパリ～ロングウィ320kmレースで、53名中27位の成績でデビュー。6月20日に日本人として初めてツール・ド・フランスに出場するも初日でリタイア。1927年にもツール・ド・フランスに出場したが、前年同様に第1ステージで棄権をしてしまう。 
その後イタリア・ドイツ等でドミフォン（オートバイが先導しながらその後を自転車で走るレース）の選手として活躍する。1934年に父が死去しそれを期に日本に帰国。高砂鐵工や陸王内燃機の社員として働き、その後無事定年を迎え1973年に東京都大田区で死去した。享年82。